# Pod mečem
Zbirka črtic Pod mečem je nastala leta 1926 pod peresom Manice Koman. Črtice so vse prežete z vojno tematiko in tako lahko zasledimo motive strtih mater in žena, motive obupanih mož odhajajočih v vojno.

## Uvod
V večini črtic Manica skozi glavne osebe sporoča svoje mnenje do ljudi na višjih položajih in njihovega odnosa do »preprostih« ljudi. 
Tako v prvi črtici, imenovani Postava, zasledimo Maničino mnenje do države, ki sili može, da se hodijo boriti v vojno, ki ga izraža oseba Tomaževec: »Država, ki tako zverinsko počenja s svojimi ljudmi, ne bo zmagala nikdar, ampak bo uničena, strta in poteptana, kakor gnusen črv na cesti!«

## Interpretacija črtic v knjigi Pod mečem

### Postava.
Živela je družina, ki je štela 7 otrok, očeta Matevža in nosečo mater Meto. Slednja je bila zelo slabotnega zdravja in na nesrečo so prav v tistem času poklicala Matevža v vojsko. Bilo mu je zelo hudo zapustiti otroke in nosečo ženo, celo pomislil je na to, da bi se ustrelil, vendar zavoljo optimistične Mete odide v vojašnico v Ljubljani z upanjem, da ga bodo pomilostili in oprostili vojske zaradi domačih razmer. V vojašnici mu upanje vliva njegova mati, ki ga redno obiskuje in zmeraj pripelje s sabo enega ali dva otroka. Ko mine že mesec dni v vojašnici, postane Matevž nemiren. Mati ni prišla na obisk že več dni zato ga je strah, da se je kaj zgodilo Meti. Naslednji dan Matevž zagleda svojega soseda in botra, 80- letnega Tomaževca, ki pride namesto matere. Pove mu, da je dobil sina. Matevž takoj vpraša po Metinem zdravju, a boter se odgovoru izmika. Naposled mu le pove, da je Meta umrla. Strti Matevž zaprosi za dopust in dobi dovoljenje za 24-urni odhod iz vojašnice. Z botrom se odpravita domov. Dogovorijo se za Metin pogreb, vendar naj bi bil ta šele čez 2 dni, Matevž pa naj bi se vrnil v vojašnico že naslednji dan. Sosedi ga prepričajo, naj ostane, navkljub kazni, ki bo sledila, saj se gre vendar za njegovo ženo. Po dolgem pregovarjanju Matevž res ostane. Naslednji jutro je dan Metinega pogreba. Še preden se pogreb začne, prideta po Matevža dva orožarja in ga odpeljeta v Ljubljano. Sosedje želijo sprva orožarja kamenjati, vendar stari Tomaževec poseže vmes in jih umiri. Skupaj sklenejo, da bodo pomagali skrbeti za Matevževe otroke, dokler se ta ne vrne domov. 

##### Simbol polja
Ko Matevž odhaja od doma v vojašnico, pogleda svoje polje, ki bo kmalu postalo neobdelano in zelo se razžalosti. Polja se spominja tudi kasneje, v vojašnici. Polje je torej nek simbol bolješega življenja, upanja. Ko se Matevž vrača domov na pogreb svoje žene, vidi plodne njive, vendar se v tistem trenutku ne zmeni zanje – ve, da boljšega življenja zanj ni.

##### Vdanost v usodo
Matevž je skozi celo črtico vdan v usodo, kajti namesto, da bi oblasti povedal, kako je pri njih doma in prosil za odpust iz vojske, se vda in odide v vojašnico v Ljubljano. Prav tako ga šele sosedje prepričajo, naj kljub samo 24-urnem dopustu ostane doma do Metinega pogreba. Vdanost v usodo opazimo tudi, ko prideta ponj orožnika, saj gre z njima, kljub temu, da pogreba od Mete še ni bilo.

### Hej Slovani...!
Bil je stotnik Jagodič, ki je imel pod sabo okoli 100 mož. Bil je popolno nasprotje ostalih stotnikov; bil je pogumen, kajti zmeraj je bil prvi v boju, zmeraj je pomagal ostalim vojakom, ki niso imeli denarja za hrano in jim jo je kar sam kupil. 
Ko je tako nekega večera hodil okoli taborišča, ga je vedoč da bo naslednji dan napočil trenutek boja proti Srbom, prevzemala neizmerna žalost. Čutil se je pripradnika Slovanov, kako naj jih torej jutri pobija, a vendar je bil tudi Avstrijec, kako naj jih zapusti. 
Ko je nastopilo jutro, je napočil čas za boj. Avstrijci so bili hrabri, še posebej Jagodičeva četa. Ko so bili Srbi in Jagodičeva stotinja čisto blizu, je začel potekati boj z meči. Malo po začetku tega boja pa se je preko bojnega polja razlegla slovanska bojna pesem. Jagodič je pri priči spustil orožje in njegovi možje so storili isto. Zajeli so jih. 
Ponoči Jagodič zopet postava na obrežju reke Dine. Razmišlja o tem, kar je storil. Zaveda se, da ga bodo najverjetneje ustrelili, vendar mu je vseeno – raje umre sam, kot pa da more ubijati svoje lastne brate. Ko tako razmišlja, v temi zasliši glasno petje, ki se razlega od čolna. Zapoje skupaj s srbskimi vojaki, ki so v čolnu. Sprejmejo ga medse in skupaj odjadrajo na srbska, bratska tla. 

##### Oznaka stotnika Jagodiča
Stotnik Jagodič je pogumen, saj je zmeraj na čelu čete, kajti zaveda se, da s tem vliva pogum svojim možem. Je tudi razdvojen, saj se čuti pripadnika tako Avstrijcev, kot tudi nasportnikov, Srbov. Njegova lastnost je tudi poštenost srca, saj zmeraj pomaga tistim, ki so pomoči potrebni.

### "Dobrotnica" Cita
Bil je julij 1917, in v mesto je prihajala cesarica Cita. Bila naj bi zelo pobožna oseba dobrega srca, polnega ljubezni. Drugi dan svojega obiska je cesarica Cita želela dokazati svojo neskončno dobroto. Želela je obdariti vojaške ranjence in takratni deželni predstavnik ji je svetoval vojaško bolnico in trgovca, kjer lahko nakupi potrebne darove. 
Cita odide k izbranemu trgovcu in vzame več tisoč stvari. Trgovec N. šele ko Cita odide dojame, da mu ni plačala, vendar se s tem ne ukvarja preveč, kajti prepričan je, da bo cesarica kmalu poslala svojega slugo s čekom. 
Medtem pa v vojaški bolnici Cita obdaruje vojaške ranjence. Ko Cita odide je razočaranje očitno, kajti podarila jim je nesmiselne predmete; buciko, otroške orglice, ...
Ranjenci so zelo razočarani, a jih komandant dotičnih oddelkov tolaži, da je kljub malenkostnim darilom cesarica imela ogromne stroške. 
Trgovec N. pa je tako čakal še 14 dni na svoje plačilo, in ko v tem času denarja še zmeraj ni bilo od nikoder, je račun prepisal in ga poslal vodstvu dotične vojaške bolnice. Vodstvu seveda ni ostalo drugega, kot pa dolg poravnati. 

### Vojska je kriva.
Kočevar Martin je imel vse kar si je želel; bil je zdrav, krepak, imel je pridno ženo Katro in imel je svojo kočo in polje. Vse to do dne, ko je nastopila vojna in so ga poklicali v vojsko. Komaj je čakal, da vrne domov in v dobro voljo so ga spravljala le pisma, ki jih je dobival od svoje žene. Nekega dne pa so na bojnem polju zajeli Martina in njegove sovojake in jih peljali v ujetništvo. Tako so se tudi pisma končala. Po treh letih, ko se je vojna končala in so Martina izpustili, se je vesel vračal domov. Ženi je napisal pismo, naj ga čaka na železnici, a ko je prispel na kolodvor je bil tam samo sosed. Ta mu je povedal, da si Katra ni upala priti, saj je imela pri hiši v pomoč nekega ujetnika in se spečala iz njim. Martin je razočaran odšel do koče, a Katre tu ni bilo. Odšel je do njenih staršev in njena mati mu je povedala, da je Katra na polju. Ko je stopil do nje, je dvignila pogled in se prestrašila, kot bi bil duh. Vprašal jo je zakaj mu je storila to in potem sta odšla domov in se pogovorila. Nekaj dni je z njima živel še otrok od Katre in ujetnika, vendar je kmalu umrl zaradi neke otroške bolezni. 
Martin ni nikoli rekel kaj slabega o svoji ženi, vendar pa je bilo med njima toliko neizrečenega, da je njuna sreča minila.

### Odlikovanje.
Janez Hren in njegov mlajši sorodnik Peter Koželj sta bila na strani avstrijske vojske. Hren, Koželj in še nekaj vojakov so bili ponoči poklicani k straži. Lačne in utrujene so jih tako prežemale slabe misli. Hren je tako pesimističen bil prepričan, da bo kmalu umrl in, da nikoli več ne bo videl svojih 7 otrok in žene. Ob takem razmišljanju so jih seveda vsem privrele solze na oči. 
Naenkrat pa se je mladi Koželj spomnil nečesa. Rekel je, da bo iz bližnjega vozu vzel hlebec kruha, ki si ga bosta potem razdelila. Janez ga je poskušal odvrniti od tega, saj je vedel, da če ju dobi zlobni stotnik Majer ali pa njegov korporal Thaler, ne bosta dočakala jutra. 
Petra, veselega ob misli na kruh, pa se ni dalo prepričati. Tako je skočil do vozu in vzel hlebec plesnivega kruha. Prelomil ga je na pol in polovico dal stričku Janezu. V trenutku ko pa sta moža ugriznila v hlebec, se pred njima pojavi stotnik Majer. Z glasnimi kletvicami takoj ustreli Koželja v glavo in ta je pri priči mrtev. Hren takoj pade na tla in roti stotnika, naj mu oprosti zavoljo njegovih sedem otrok, a neutrdni stotnik se ne omehča in ustreli tudi Hrena. Vendar pa Hren ni takoj mrtev in se tako še nekaj časa zvija od neznosnih bolečin. Potem pride še korporal Thaler in ta mu zada usodni strel v srce. 
Teden dni pozneje lahko ljudstvo bere v vseh avstrijskih časopisih, da je bil stotnik Majer povišan v majorja in korporal Thaler povišan v narednika zaradi velikih vojnih zaslug in zaradi občudovanja vredne energije. 

### Na etapnem poveljstvu.
Živela sta starejša zakonca Miha in Mina Žigon s tremi sinovi v svoji hiši na Selu pri Vodicah. Vsi trije sinovi so bili izučeni za svoj poklic, dobro jim je šlo v življenju, a kaj ko je prišla vojna in so bili vsi trije vpoklicani. Dva sinova Žigona sta tako padla v vojni, eden pa je bil ranjen in je ležal v bolnišnici v Št. Petru na Krasu.
Miha se je odločil, da sina obišče in mu vlije moči za čimprejšo ozdravitev. Ker se je Mina bala, da bi se Miha izgubil na vlaku, ga je prosila, naj prej obišče Sodarico iz Tacna, saj ta dostikrat obišče svojega moža, ki je stražnik v bližini Šv. Petra.
Žigon se naslednji dan odpravi do Tacna, do koder je dobra ura hoje, a ga doleti sreča in po 15 minutah naleti na Sodarico. Ta ima opravke v Vodicah, zato se skupaj z Mihom odpravita proti Vodicam. Na poti ji Miha pove, kam se odpravlja in jo prosi za nasvet. Sodarica mu pove, da se tudi sama naslednji dan odpravlja k možu, in da lahko gresta skupaj, saj je pred odhodom potrebno pridobiti še veliko dovoljenj. 
Tako se naslednji dan Miha in Sodarica odpravita do Ljubljane. Najprej stopita do policije, kjer morata dobiti dovoljenje. Po debeli uri čakanja, ga naposled res dobita. Tako odideta še do vojaškega etapnega poveljstva, kjer čakata celi dve uri. Ko le prideta na vrsto, stopita v pisarno pred mogočnega poročnika Jugowicza. Ta se takoj spravi na Žigona in ga vpraša kam želi iti. Miha mu pove, da želi obiskat ranjenega sina, a Jugowicza to ne gane. Odvrne mu, naj ostane doma in strga njegovo dovoljenje. Stari Žigon se razburi in pove Jugowiczu svoje, da se tako pač ne obnaša do starejših gospodov. Jugowicza to še bolj razburi in njegov sluga vrže Miha iz pisarne, da se ta zakotali po stopnicah. 
Ko Jugowicz opravi iz Mihom se spravi še na Sodarico in tudi njej zavrne dovoljenje. Vendar pa premetana Sodarica, polna zvez ne obupa. Odide do vrat glavnega oficirja Obersta W. in se mu zlaže, da želi iti v Ilirsko Bistrico, saj ji je nek oficir naročil polno rib in rakcov, a sedaj ne more iti, saj ne dobi dovoljenja. Seveda ji oficir verjame, saj Sodarica res prodaja ribe in rakce, tudi omenjenemu oficirju jih je že prodala, in tako takoj pokliče Jugowicza. Naroči mu, naj podpiše dovoljenje za Sodarico in Žigona. Tako se Sodarica in Žigon srečna in dobre volje odpravita do kolodvorja. 

### Iz težkih dni.
Mlada Prosenka je bila ena tistih, ki jim je vojna ugrabila moža. Čeprav že dolgi dve leti ni dobila nobenega pisma od svojega Toneta, je imela trdno upanja, da je še zmeraj živ. Tudi, če ji je kakšen sosed rekel, da je Tone morda že mrtev, mu je odvrnila, da temu ni tako, saj bi drugače dobila uradno poročilo od vojske. 
Nekega dne pa Prosenka res dobi obvestilo, da je Tone mrtev. Imela je lepo posestvo in bila je še zelo mlada, zato ni čudno, da so se začeli ogrevati zanjo snubci. A sama jih je odvrnila, saj »vsak pošten človek žaluje eno leto«. Ko je minilo eno leto in en dan, so se spet pojavili snubci. Prosenka je kmalu našla primernega moža, posestnikovega sina. Poročila sta se in kmalu imela tudi otroka. Njen novi mož je bil res odličen; razumen, priden in varčen. 
Nekega večera je Prosenka z otrokom v naročju čakala moža, da se vrne s polja. Kar naenkrat pa se odpro vrata in skoznje pride njen pokojni mož Tone. Smrtno bleda Prosenka ne more verjeti svojim očem, Tone pa se sesede na stol in ji pove svojo zgodbo. Ve, da so ji sporočili, da je mrtev, vendar so ga sovražniki zajeli, in ji ni mogel sporočiti, da je živ. Reče tudi, da ve, da je poročena in da ima otroka, ki ga je pripravljen sprejeti, vendar pa mora novi mož stran od hiše. Prosenka še zmeraj bleda ga zavrne in mu pove, da je njen sedanji mož tisti, ki bo ostal, saj ga ljubi, prav tako pa imata skupaj otroka. Tone razočarano odide od doma in se zateče k sosedu. Pove mu celo zgodbo in sosed ga pomiri, naj Tone vzame odpravnino od Prosenke, kot mu je že sama ponudila, in potem zaživi novo življenje. Tone tako odide od soseda in sedem dni potem ni niti sledu o njem. Po tedni dni ribiči potegnejo iz reke moško truplo in prepoznajo nesrečnega Prosenovega Toneta. 

### Verižnik.
V tej povesti je glavna oseba kar Manica sama, govori v prvi osebi, torej zgodbo spremljamo skozi njene oči. Povest začne z rekom: »Kadar se želiš izogniti neljube osebe, tedaj boš prav gotovo vsaj trikrat trčil z njo skupaj.«. 
Manica je vedno znova trčila z gospodom, ki si je do nje lastil poseben privilegij samo zato, ker sta bila rojena v isti občini. Tako je zmeraj tožil o slabih časih in jo na koncu »oskubil« za par kron. Čeprav mu je zmeraj znova ponavljala, naj si najde službo, jo je zavrnil, da je slabega zdravja, in podobno. 
Potem je minilo skoraj celo leto, dokler da ni spet srečala. Na glavnem trgu tako stopi prednjo in jo pozdravi. Takoj ji zagotovi, da ne rabi ničesar, in ji pove, da ima službo. Dobro mu gre, saj ima smisel za kšeft, kar pomeni, da ima smisel za dobro kupčijo. Pove ji, da enkrat nekaj kupi, potem proda, včasih tudi naskrivaj, zato mu Manica odvrne da potem gotovo veriži. 
Ko sta se poslovila je spet minilo pol leta, preden sta se zopet videla. Tedaj ga je videla, kako je stopil iz kavarne, oblečen zelo fino, a pozdravil je ni, saj je bil zdaj prevelik gospod.  

### Junak.
V Kovačevi gostilni sredi majhne vasice so se zbrali kmetje. Med njimi je bil tudi župan, kmet Matic. Ravno jezil se je nad cesarstvom, saj je dobil okrožnico naj po vsej občini poberejo stare bakrene kotle, kozice, ki jih bodo potem uporabili v vojne namene. Kmalu je dobil župan novo povelje, in sicer naj zberejo stare pluge, srpe, pile in žage. Kmetje se s tem seveda ne strinjajo. Če bi jim dali to staro železo, bi ga pretopili v krogle in ostala orožja in ubijali nedolžne ljudi. Torej bi bili tudi kmetje sami morilci, če bi jim dali železo. Župan se strinja z njimi in jih bodri, medtem pa pri vratih posluša zloben ovaduh, orožnik. 
Prihrumi v pivnico in zahteva, da gre župan z njim. Možje, kmetje, se razburijo, vendar v sobo skoči še drugi orožnik in zato kmetje utihnejo. 
Orožnika želita Matica vkleniti in ta jima navidezno preda roke, ko pa malo popustita prijem, oba oklufta. Pove jima, da zdaj imata razlog, da ga primeta. Jezna orožnika mu zabrusita, da ga sodišče prav gotovo ustrele. 
Matic se zaveda, da imata prav, a vendar noče biti usmrčen brez razloga, zato dvakrat na glas zavpije: » Smrt Avstriji!«. S tem je bila Matičeva usoda zapečatena. Po treh mesecih v ječi, ga vojaško sodišče obsodi na smrt. 
Ko na poslednji dan Matic stopa na morišče, ga duhovnik sili, naj se spove grehov, a ga Matic zavrne, da nima kaj obžalovati. Vojaški poveljnik ga vpraša, če ima poslednjo željo in Matic mu jo pove. Želi, da sinu Francu, ko se vrne iz vojske, spremenijo ime, saj noče, da nosi ime brezvestnega morilca, avstrijskega cesarja. V tistem trenutku zadonijo puške in junak, ki je v svojih nazorih postal vztrajen do smrti, preneha trpeti.

### V sveti noči.
Na robu male vasice je stala borna koča in v njej stari ženski, šestdesetletna Marjana in devetdesetletna Barba. Barba je preživela že veliko; pred štiridesetleti so ji pokopali moža, ne dolgo zatem tudi edinega sina in dve hčeri in vse upanje je vlagala v vnuka Janeza, ki je bil poklican v vojsko. Šel je in se ni več vrnil, kajti nekaj let pozneje je župan dobil uradno obvestilo, da je Janez padel na bojnem polju. Ker pa so bili vaščani usmiljeni, so to novico Barbi zamolčali, in tako je še zmeraj živela v upanju, da kmalu ugleda svojega ljubega vnuka. 
Barba je gledala Marjano, kako je postavljala jaslice in bila je presrečna, saj je bila prepričana, da se na sveti večer Janez vrne domov. Kmalu sta v molitvi zaspali in Marjana se je zbudila šele, ko jo je zbudil zvon cerkve, ki je vabil k polnočnici. Ker sta bili prestari, je vedela da v cerkev ne moreta, lahko pa doma molita, zato je poskušala zbuditi Barbo. A ta se ni ganila. Kmalu se je Marjana zavedla, da je Barba umrla, in tako je bila prepričana, da je Barba imela prav – končno je spet videla svojega ljubljenega vnuka Janeza. 

### Čudežno zdravilo.
V mestu je bila pomlad, čas ko narava vstaja, ko ptički žvrgole, ko je povsod veselo – vse, razen pri Čepinovih. Tam sta veneli mlada Čeponka in njena tašča, Antonova mati vse odkar sta dobili uradno pismo, da je Anton padel na bojnem polju. Edini smeh, ki se je slišal v Čeponovi hiši, je bil od malega, triletnega Tončka. 
Nek torek se je stara Čeponka počutila še posebej slabo. Mlada Čeponka je sklenila oditi v mesto po zdravnika, navkljub temu, da je stara Čeponka izrazila željo, da že odide v zemljo. V mestu je poiskala zdravnika in ga prosila za pomoč. Ko mu je povedala, da je tašča stara 80 let, ji je rekel, da upanja ni več, ji je pa napisal recept za kapljice, ki bodo njeno stanje malce olajšale. Mlada Čeponka je žalostna odšla do lekarne in potem domov. Še preden je vstopila v hišo, je zaslišala znano petje. Ko je vstopila v hišo pa je zagledala pri peči taščo s Tončkom v naročju, kako mu prepeva, kot mu je, ko je bil Anton še doma. Šokirana mlada Čeponka vpraša taščo kaj je zdaj to, a ta ji le odvrne naj pogleda na mizo. Tam leži pismo, ki ga Čeponka prebere. Zdaj je še bolj šokirana, saj je pisava Antonova. Stara Čeponka ji razloži, da Anton ni mrtev, temveč so ga ujeli sovražniki in odpeljali, zdaj pa se vrača domov. 
Tako je pri Čeponovih zavladalo drugače vzdušje. Mati, ki je bila na smrtni postelji je popolnoma ozdravela in rešilo je jo prav čudežno zdravilo – sinovo pismo. 

### Na pokopališču.
Potokarjeva Franica, stara 20 let, je bila rejenka. Svojih staršev ni poznala, niti bratov in sester. Imela je osornega varuha Potokarja, ki ji je dneve »polepšal« s tem, da ji je omenjal koliko denarja je že zapravil zanjo.  
V vasi se je takrat zgodilo nekaj novega. Namreč prišli so ranjeni vojaki in namestili so jih v bližnji zapuščeni gradič. Francka je nekega dne odšla v grad deliti domače sadje ranjencem. Prišla je tudi do postelje, kjer je ležal lep mladenič. Povedal ji je, da mu je granata razstrelila nogo in da mu bodo, ko bo bolj pri moči, amputirali nogo pod kolenom. Nadaljeval je pripoved in ji povedal, da tudi sam ne pozna staršev in da je vzgojen v pravoslavni veri. 
Tako je nekaj časa obiskovala ranjenega vojaka in mu lepšala dneve. Nekega dne pa ji je vojak povedal, da bo naslednji dan šel na operacijo, saj se zdaj počuti veliko bolje. Naročil ji je še, naj ga obišče čez dva dni. Ko je tako Francka čez dva dni prišla navsezgodaj na grad, jo je prestregel bolniški strežaj. Povedal ji je, da je mladi vojak umrl. 
Na dan mrtvih je pokopališče polno ljudi. Večina jih vsaj opazi gomilo, bogato okrašeno s pestrim cvetjem, na posebnem prostoru, ki je namenjen padlim vojakom. Vsi se sprašujejo kdo bi tako okrasil grob neznanemu vojaku. Vsi, razen Francke, kajti grob je okrasila sama. 
Ko pride do vojaškega pokopališča duhovnik, pove med drugim tudi, da ni važno, če so nekateri druge vere, kajti vse vere drže k Bogu. 
Francki oživi srce in pokopališče zapusti z veselim obrazom, saj to vendar pomeni, da četudi je bil druge vere, ga nekoč lahko najde tam zgoraj.